# Victoria Maurette
Victoria Regina Maurette (Buenos Aires, 30 de juliol de 1982) és una actriu, cantant i compositora argentina.

## Carrera
Va aparèixer per primera vegada en televisió en 2002 de la mà de Cris Morena a Rebelde Way interpretant a Victoria «Vico» Paz, també a les gires per Israel, realitzades el 2003, pel grup Erreway. En 2004 va actuar a No hay 2 sin 3 i a la sèrie Ricos y Mocosos. Va participar en diverses pel·lícules independents nacionals i internacionals, Left for Dead, en la qual interpreta a Clementine Templeton; Dying God, en la qual interpreta a Ingrid, Bullet Face, Kung Fu Joe, Tales Of An Ancient Empire, i The Theatre Bizarre, entre d'altres. Pel seu paper a Left of Dead va guanyar el premi a millor actriu en el VIII festival Buenos Aires Rojo Sangre.
Durant l'any 2008, Victoria va tornar a treballar amb Cris Morena en la segona temporada de Casi ángeles, en la qual interpretava a una sexòloga que tractava de fer que els nois perdessin la por en parlar de temes íntims. La seva actuació va durar deu capítols. També va estar gravant el seu CD «Victoria», amb el qual va poder realitzar diverses actuacions en pub's i discoteques de Buenos Aires. En 2009, va treballar novament amb Cris Morena, a la sèrie Jake & Blake. eia el paper de Miranda la malvada mánager que estafa a Blake (Benjamín Rojas). Va filmar diverses pel·lícules més i ha viatjat a diversos festivals de cinema gràcies a elles. Actualment té dos d'elles a Netflix, 27 El Club De Los Malditos de Nicanor Loreti i Los Olvidados dels Germans Onetti. En 2018 a Victoria Maurette li arriba la proposta de Daniel Grinbank per a gravar un disc de versions de clàssics i no tan clàssics dels 60 anomenat Get Together, produït per Tweety Gonzalez. Amb això Victoria reprèn la seva carrera solista i neix "La Maurette", el seu pseudònim musical.

## Vida personal
L'11 de novembre de 2010 es va casar amb Esteban Young. El 15 d'agost de 2012, va néixer la primera filla de la parella, Emma Young. La parella es va divorciar l'any 2018.

## Televisió
| Any       | Títol           | Personatge          | Canal |
| --------- | --------------- | ------------------- | ----- |
| 2002-2003 | Rebelde Way     | Victoria "Vico" Paz |       |
| 2006      | Ricos y Mocosos | Luz Esperanza       |       |
| 2008      | Casi ángeles    | Sexologa            |       |
| 2009-2010 | Jake & Blake    | Miranda             |       |
| 2016      | Matungo         | Paula               |       |

## Teatre
- Momentos Mágicos De Disney (2002)
- Erreway (2003-2004)
- La del 3ero A (2015)
- Teatro Por La Identidad (2015)
- El Juego Que Todos Jugamos (2018)

## Cinema
- Behind the trees (2006; Estats Units) / pel·lícula independent.
- Left for Dead (2007; Estats Units) / pel·lícula independent.
- Los Angeles (2007; Argentina).
- Dying God (2007; Estats Units) / pel·lícula independent.
- Kung Fu Joe (2008; Estats Units) / pel·lícula independent.
- Bulletface (2008; Estats Units) / pel·lícula independent.
- Tales of an Ancient Empire (2010; Estats Units) / pel·lícula independent.
- The Theatre Bizarre (2010; França)
- Sam (2015; Argentina)
- Los olvidados (2016; Argentina)
- 27: El club de los malditos (2017; Argentina)
- Necronomicón: el libro del infierno (2018 Argentina)
- Todo por el ascenso (2018; Argentina)

## CD
- Victoria (2009) / segell independent.
- Get Together (2019) / segell independent
- Eterna (2021) / segell independent